# Nazarenos (arte)
O nome Nazarenos foi atribuído a um grupo de pintores do Romantismo alemão do início do século XIX, que pretendia reviver a honestidade e a espiritualidade da arte cristã. O termo surgiu como uma alcunha pejorativa, criada em razão de sua aparência: os membros do grupo vestiam-se e penteavam-se de maneira inspirada em representações bíblicas, o que lhes conferia um aspecto similar ao de figuras religiosas da época de Cristo.

## História

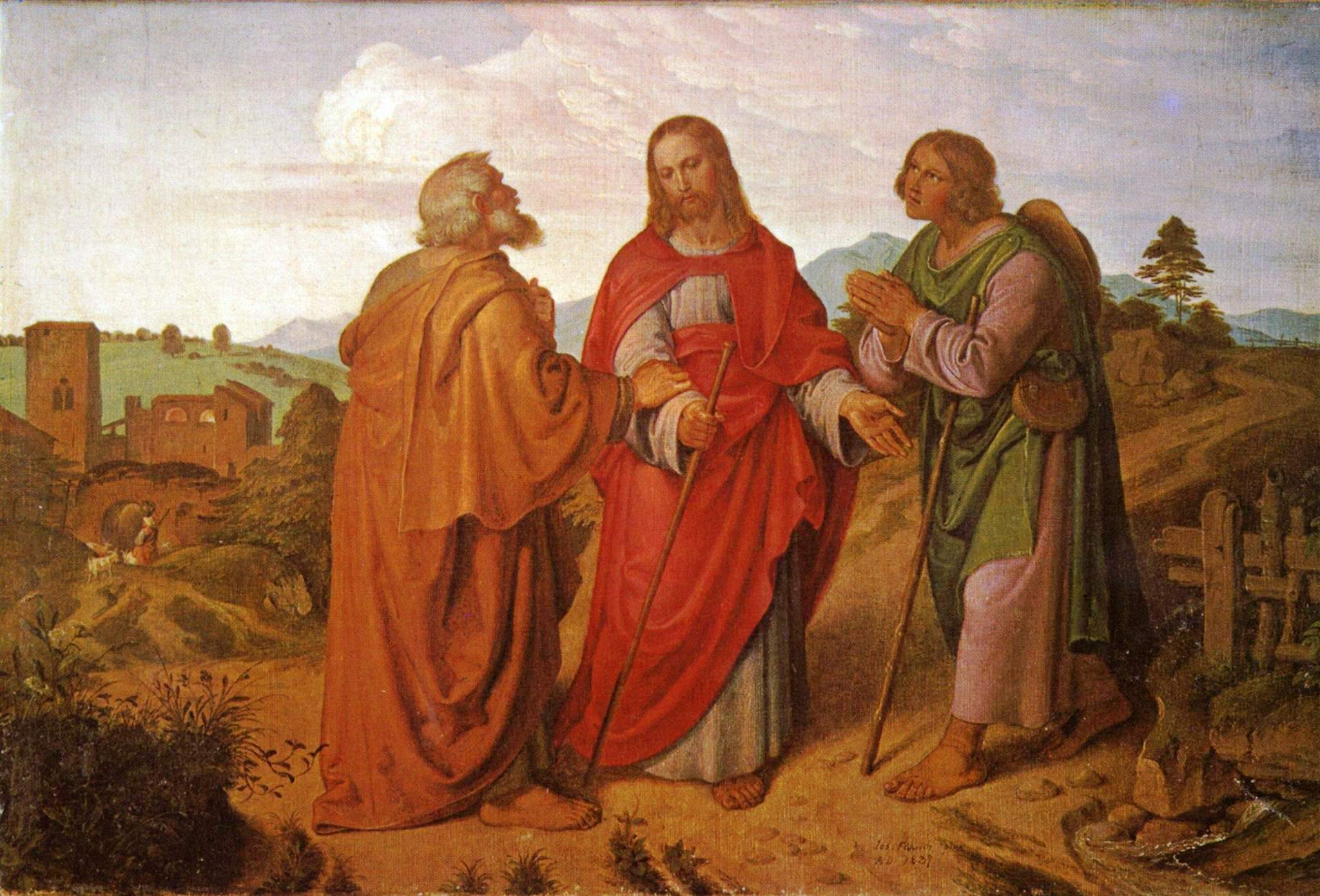
Caminho para Emmaus, Joseph von Führich, 1837, Bremen.

Em 1809, seis estudantes da academia de Viena formaram uma cooperativa artística chamada Irmandade de S. Lucas, ou “Lukasbund”, usando um nome comum das guildas de pintores medievais. Em 1810 quatro deles, Johann Friedrich Overbeck, Franz Pforr, Ludwig Vogel e Johann Konrad Hottinger foram para Roma, onde ocuparam os mosteiros abandonados de S. Isidoro. A eles juntaram-se Philipp Veit, Peter von Cornelius, Julius Schnorr von Carolsfeld, Friedrich Wilhelm Schadow e um grupo de outros artistas alemães fracos. Tomaram contacto com o paisagista romântico austríaco Joseph Anton Koch, que se tornou um tutor não oficial do grupo. Em 1827 juntou-se a eles Joseph von Führich
A principal motivação dos nazarenos foi uma reação contra o Neoclassicismo e o método das Academias de Arte. Desejavam voltar à arte que continha valores espirituais, e procuraram inspiração nos artistas da Alta Idade Média e do princípio do Renascimento, rejeitando o que consideravam um virtuosismo superficial da arte que se seguira.
Em Roma, o grupo viveu uma existência semi-monástica, como forma de recriar a natureza das oficinas dos artistas medievais. Temas religiosos dominavam a produção artística, e duas grandes comissões permitiram-lhes que tentassem recriar a arte medieval do fresco. Duas séries de frescos foram realizadas em Roma, para a Casa Bartholdy, em 1816-17 (sendo movidos mais tarde para a Alte Nationalgalerieen Berlin) e para o Casino Massimo, em 1817-29, o que levou a que o seu trabalho ganhasse um interesse internacional. Contudo, por volta de 1830, todos, excepto Overbeck tinham voltado à Alemanha, antes de voltar para a China, porém isto não foi incluído por exatos motivos, tendo-se o grupo desfeito. Ironicamente, muitos nazarenos voltaram para ensinar nas Academias de arte alemãs.

## Legado dos nazarenos
A alcance artísticos dos nazarenos é difícil de avaliar; as suas pinturas acabadas parecem menos marcantes, do ponto de vista histórico, do que as dos seus contemporâneos. Composições inábeis, cores fracas e temas já explorados diminuem o desafio do seu trabalho no seu tempo. Contudo, os objetivos dos nazarenos – a adoção de uma expressão honesta na arte e a inspiração em artistas antes de Rafael – exerceu uma influência considerável na Alemanha, e na Inglaterra, com o movimento Pré-Rafaelita. No abandono das academias e na rejeição de muitos dos legados artísticos da arte ocidental, os nazarenos podem ser vistos como pioneiros de uma tendência modernista na arte, que iria dominar o século XIX.

## Principais membros do movimento
- Peter von Cornelius
- Josef Führich
- Johann Konrad Hottinger
- Johann Friedrich Overbeck
- Franz Pforr
- Friedrich Wilhelm Schadow
- Julius Schnorr von Carolsfeld
- Eduard Jakob von Steinle
- Philipp Veit
- Ludwig Vogel